# Black Market Music
Black Market Music (англ. Музика чорного ринку) — третій альбом британської рок-групи Placebo, випущений у 2000 році.

## Музика
Black Market Music означив намагання музикантів відійти від тих штампів притаманних першим двом платівкам гурту і поекспериментувати з музичнимим стилями. Перша композиція «Taste in Men» (яка стала дебютним синглом з альбому), була створена під враженням від мініальбому Wish американського індастріал-рок-гурту Nine Inch Nails.
Також на лонг-плеї нема жорстких панк-рок треків у швидкому темпі, які були на попередніх альбомах і завдяки яким Placebo набули своєї популярності.

## Список композицій
1. «Taste in Men» — 4:15
2. «Days Before You Came» — 2:33
3. «Special K» — 3:52
4. «Spite & Malice» (feat. Justin Warfield) — 3:37
5. «Passive Aggressive» — 5:24
6. «Black-Eyed» — 3:48
7. «Blue American» — 3:31
8. «Slave to the Wage» — 4:06
9. «Commercial for Levi» — 2:20
10. «Haemoglobin» — 3:46
11. «Narcoleptic» — 4:22
12. «Peeping Tom» — 14:10

## Учасники
- Молко, Брайан — вокал, гітара, бас-гітара
- Олсдал, Стефан — бас-гітара, гітара, бек-вокал
- Стів Хьюїтт — ударні

## Чарти

### Щотижневі чарти
| Чарт (2000)                                          | Найвища позиція |
| ---------------------------------------------------- | --------------- |
| Австралія Australian Albums (ARIA)                   | 18              |
| Австрія Austrian Albums (Ö3 Austria)                 | 7               |
| Бельгія Belgian Albums (Ultratop Flanders)           | 10              |
| Бельгія Belgian Albums (Ultratop Wallonia)           | 3               |
| Нідерланди Dutch Albums (MegaCharts)                 | 28              |
| Фінляндія Finnish Albums (Suomen virallinen lista)   | 24              |
| Франція French Albums (SNEP)                         | 1               |
| Німеччина German Albums (Offizielle Top 100)         | 4               |
| Ірландія Irish Albums (IRMA)                         | 12              |
| Італія Italian Albums (FIMI)                         | 9               |
| Нова Зеландія New Zealand Albums (Recorded Music NZ) | 22              |
| Норвегія Norwegian Albums (VG-lista)                 | 9               |
| Шотландія Scottish Albums (OCC)                      | 4               |
| Швеція Swedish Albums (Sverigetopplistan)            | 17              |
| Швейцарія Swiss Albums (Schweizer Hitparade)         | 15              |
| Велика Британія UK Albums (OCC)                      | 6               |

### Чарти на кінець року
| Чарт (2000)                        | Позиція |
| ---------------------------------- | ------- |
| Belgian Albums (Ultratop Wallonia) | 98      |

## Сертифікації
| Регіон                                                                                          | Сертифікація | Продажі  |
| ----------------------------------------------------------------------------------------------- | ------------ | -------- |
| Австралія (ARIA)                                                                                | Золотий      | 35 000^  |
| Бельгія (BEA)                                                                                   | Платиновий   | 50 000*  |
| Франція (SNEP)                                                                                  | 2× Золотий   | 200 000* |
| Німеччина (BVMI)                                                                                | Золотий      | 150 000^ |
| Італія (FIMI)                                                                                   | Золотий      | 50 000*  |
| Швейцарія (IFPI Switzerland)                                                                    | Золотий      | 25 000^  |
| Велика Британія (BPI)                                                                           | Золотий      | 100 000^ |
| *продажі, що базуються лише на сертифікаціях ^відвантаження, що базуються лише на сертифікаціях |              |          |